# Dziedzic (komiks)
Dziedzic (ang. Scion) – amerykańska seria komiksowa fantasy wydawana przez CrossGen Entertainment od 2000 do 2004. 
Od lipca 2000 do kwietnia 2004 ukazały się w serii 43 zeszyty. Jej scenarzystą do 39 numeru był Ron Marz, rysownikiem Jim Cheung, od numeru 40 autorem scenariusza był Ian Edginton, a rysunków Luke Ross (którego w ostatnim zeszycie zastąpił Sall Velluto). Komiks opowiadał historię księcia i księżniczki z wrogich dynastii, którzy zakochują się w sobie i wspólnie walczą o wolność "niższych ras". Seria została przerwana w związku z bankructwem CrossGen w 2004. 
W 2002 seria otrzymała cztery nominacje do Nagrody Harveya: dla Rona Marza jako scenarzysty, Jima Cheunga jako rysownika, Franka Ponsara jako kolorysty oraz dla najlepszej serii. Za bardzo interesującą uznał ją też Randy Duncan w pracy Encyclopedia of Comic Books and Graphic Novels.
Polskie tłumaczenie części komiksu ukazało się w latach 2003-2004 w siedmiu tomach, nakładem wydawnictwa Egmont